# Eucereon tripunctatum
Eucereon tripunctatum là một loài bướm đêm thuộc phân họ Arctiinae, họ Erebidae.